# Mannque Rho
Mannque Rho (14 de diciembre de 1936) es un físico teórico de Corea del Sur.
Ha hecho contribuciones a la teoría de los hadrones y junto a Gerald E. Brown ha creado la escala Brown-Rho que pronostica cómo la masa del hadrón desaparece en entornos calientes y densos.

## Biografía
Mannque Rho nació en Hamyang, Gyeongsang del Sur, Corea en 1936. Se graduó en el instituto Kyunggi y comenzó sus estudios universitarios en la Facultad de Ciencias Políticas de  Universidad Nacional de Seúl. Después se mudó a los Estados Unidos e ingresó en la Universidad Clark . Al principio se matriculó en Premedicina pero más tarde cambió a química y recibió su título de grado en 1960. 
Durante sus estudios universitarios,  asistió a algunas conferencias sobre la estructura nuclear de Ben Roy Mottelson y Niels Bohr que visitaban la universidad en aquel tiempo. Esto causó mucho efecto en él y encaminó sus estudios a la física de los hadrones. Recibió su doctorado Ph.D en física nuclear en la Universidad de California en Berkeley en 1965. Al año siguiente visitó el Instituto de Investigación en Saclay , París y conoció  a su futura esposa de nacionalidad alemana y decidió establecerse en Francia. Se convirtió en profesor del instituto y ha vivido allí desde entonces.
Ha sido profesor visitante cuatro veces en la Universidad de Stony Brook de 1973 a 1989. Y, profesor en la Facultad de Física del Korea Institute for Advanced Study de 2002 a 2003. 
Actualmente,  es un investigador de física teórica, 'Experto Sénior du CEA' y consejero científico en CEA Saclay (Universidad de París), Francia y también catedrático en la Universidad de Hanyang, Corea del Sur desde 2009.

## Investigaciones
Rho es conocido por sus trabajos en las propiedades de los hadrones en entornos normales y extremos en núcleos pesados, colisiones de iones pesados a velocidades relativistas y estrellas compactas. A comienzos de los años setenta estudia la quiralidad de la cromodinámica cuántica . La cromodinámica era poco conocida en aquel tiempo y él explicó qué  quiralidad aparece en la estructura del núcleo. En 1979 Rho y Gerald E. Brown implementaron la quiralidad en una teoría del nucleón  de un modelo en forma de bolsa según la cual quarks pueden existir libremente en una bolsa rodeados por una nube de piones.
En 1991 Rho y Brown crearon una escala con las propiedades de los hadrones en un medio caliente y denso, conocida como la Brown-Rho scaling que pronostica cómo la masa del hadrón desaparece en entornos calientes como el universo temprano o densos (estrella de neutrones) .
La escala Brown-Rho ha sido demostrada de forma empírica en varios procesos del modelo electrodébil que implican núcleos pesados. Lo ha confirmado la Organización Europea para la Investigación Nuclear en experimentos de ion pesado con la producción de dileptones y está esperando para confirmar algunas hipótesis mediante experimentos en el acelerador relativista de iones pesados. Para la astrofísica, podría explicar la explosión de las supernovas y la estructura de estrellas compactas. 
Actualmente está trabajando en Cromodinámica cuántica (QCD) y en física de astropartículas.